# Pastva

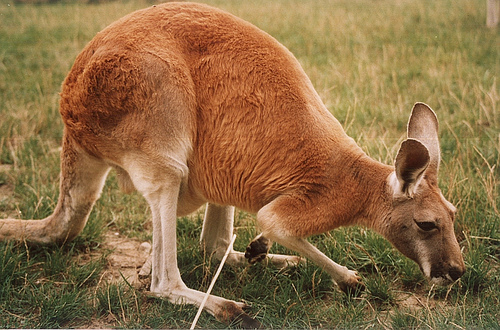
Klokan rudý (Macropus rufus) na pastvě

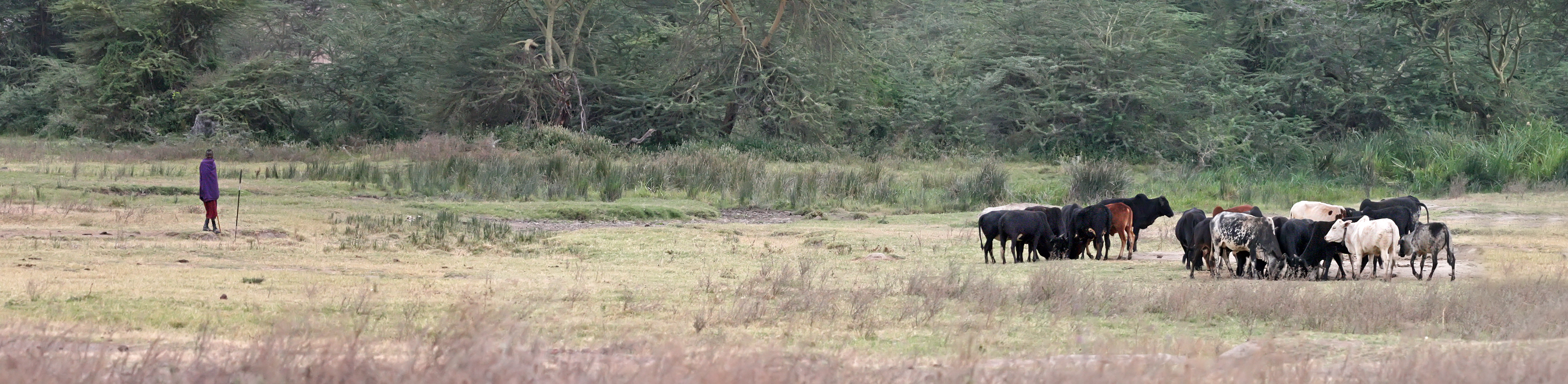
Masajský pastrýř pase dobytek v kráteru Ngorongoro

Pastva je biologický pojem, kterým označujeme příjem potravy býložravých savců respektive býložravců přímou konzumací biomasy pocházející z živých těl vyšších rostlin.
U volně žijících zvířat se jedná o spontánně prováděnou fyziologickou aktivitu, která je dána především přirozeným instinkty a fyziologickými potřebami zvířete. U hospodářských zvířat se obvykle jedná o lidmi více či méně regulovanou a usměrňovanou aktivitu, která je prováděna nejčastěji na pastvinách.
Každá pastva bývá ovlivňována a biologicky limitována především vegetačním obdobím zelených rostlin.
Z tohoto důvodu mívá u většiny býložravců svůj sezónní periodický charakter. V období vegetačního klidu zvířata požírají zpravidla mrtvá (uschlá či usušená) těla rostlin (ve středoevropských podmínkách se obvykle jedná o seno nebo o slámu, vhodně konzervovanou píci, případně o semena rostlin).

## Přenesený význam
Obdobně jako je tomu u slova pastýř se tento pojem používá i přeneseném významu: "Pastva pro oči" například znamená uspokojení lidské potřeby pozitivního zrakového vjemu nebo dojmu.